# ألان بيروبيه
ألان بيروبيه (بالإنجليزية: Allan Bérubé)‏ هو مؤرخ وكاتب أمريكي، ولد في 3 ديسمبر 1946 في سبرينغفيلد في الولايات المتحدة، وتوفي في 11 ديسمبر 2007 في حرية بسبب قرحة جلدية.